# Mathias Mulich

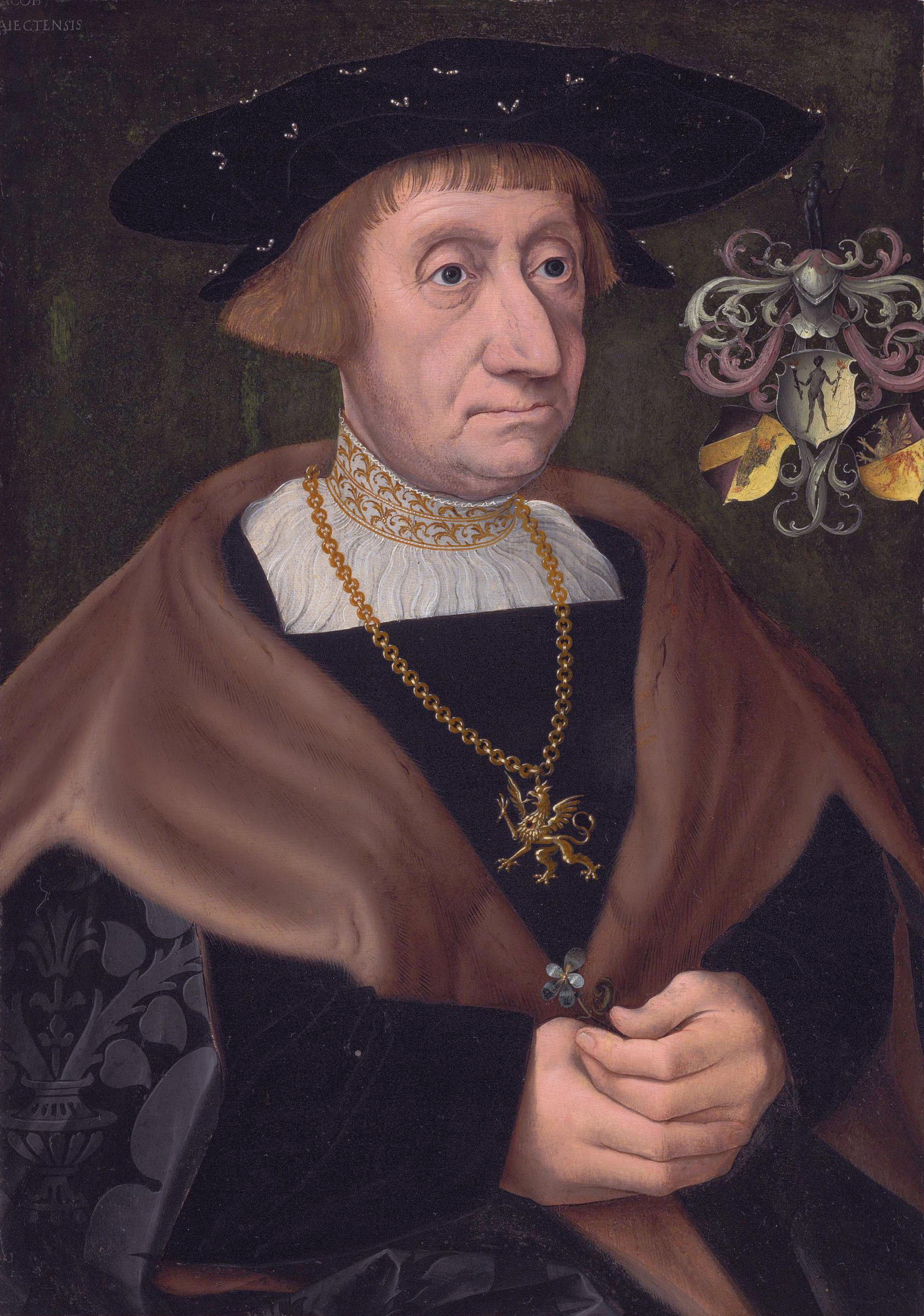
Mathias Mulich (1470–1528) (Jacob van Utrecht)

Mathias Mulich, auch Mattes (* vor 1470 in Nürnberg; † 2. Dezember 1528 in Lübeck) war ein deutscher Fernhandelskaufmann des Spätmittelalters aus der Nürnberger Kaufmannsfamilie Mulich. Das Einkaufsbuch seines Bruders Paul aus dem Jahr 1495 und die 29 Briefe, die ihm Angehörige, Freunde und Geschäftspartner im Winter 1522/23 aus Lübeck nach Nürnberg sandten, sind wichtige Quellen für die Wirtschafts- und Sozialgeschichte der späten Hansezeit.

## Herkunft und Familie
Mulich wurde in Nürnberg als Sohn des dortigen Fernhandelskaufmanns Kunz (Conrad) Mulig der Ältere († 1473) geboren, der selbst bereits seit 1436 in Lübeck als oberdeutscher Kaufmann Handel trieb. Die Familie Mulich gehörte nicht zum Nürnberger Patriziat. 1470 wurde Kunz Mulich von Kaiser Friedrich III. das Familienwappen, ein Mann mit zwei brennenden Zweigen, verliehen.
Beim Tod des Vaters war Mathias Mulich selbst noch minderjährig. Das ererbte Handelsgeschäft wurde von dessen Söhnen, insbesondere den älteren Brüdern Kunz d. J., Hans und Paul, aber später auch Mathias Mulich selbst erheblich ausgebaut. Die Kaufmannsfamilie Mulich gilt als das Musterbeispiel für das erfolgreiche Eindringen süddeutscher Handelshäuser in den Handel der Hansestädte an der südlichen Ostseeküste im Spätmittelalter. Kunz d. J. als Ältester der Brüder blieb Bürger der Stadt Nürnberg, obwohl er in Lübeck ab 1470 nachweisbar ist. Mit Hans Mulich heiratete 1476 der erste Mulich in eine Lübecker Ratsfamilie ein  und vereinnahmte so eine stattliche Mitgift von rund 7.000 Mark. Mit diesem Kapital konnte der Handel zwischen Nord- und Süddeutschland erheblich gesteigert werden. Gleichzeitig erwarb so der erste Mulich das Lübecker Bürgerrecht. Der Bruder Paul nahm 1510 das Bürgerrecht von Lübeck an.

## Leben
Mathias Mulich lebte seit 1490 in Lübeck und war dort Mitglied der Leonhards-, Antonius- und Leichnamsbruderschaft sowie der Gesellschaft der Schonenfahrer, erwarb aber erst im Jahr 1514 das Bürgerrecht der Stadt. Im selben Jahr entließ ihn Nürnberg aus der Bürgerschaft.
Mathias Mulich heiratete 1515 Katharina von Stiten, Tochter des Lübecker Bürgermeisters Hartwig von Stiten, und nach deren Tod 1518 Katharina, geb. Kortzack (Kortsack, Herb Gryf). Damit war er mit den mächtigen Lübecker Ratsfamilien Castorp, Lüneburg und Kerckring verschwägert und wurde nicht zuletzt deshalb 1515 in die mächtige Zirkelgesellschaft aufgenommen. Im selben Jahr war er Schaffer der für die Marientiden in der Marienkirche zuständigen Bruderschaft.
Im Lübecker St. Annen-Museum haben sich zwei in Eiche geschnitzte Scheiben mit seinem Wappen und dem seiner zweiten Frau (Greif) erhalten, die aus der Lübecker Petrikirche stammten. Der Lübecker Fastnacht waren die Eheleute Mulich zugetan, wie aus einem überlieferten Schreiben des Lübecker Ratsherrn Hinrich Kerckring an Mulich aus dem Jahr 1523 ersichtlich wird. Schon 1515 war er Fastnachtsdichter der Zirkelgesellschaft gewesen.
Mathias Mulich starb kinderlos 1528 und wurde in der Katharinenkirche begraben, sein Grab hat sich nicht erhalten.

## Geschäfte

### Das Einkaufsbuch des Paul Mulich von 1495
Die Entwicklung der Geschäfte der Mulichs lässt sich heute nur noch erahnen. Eine Idee vermittelt das Einkaufsbuch des Jahres 1495, in dem die Einkäufe verzeichnet sind, die Bruder Paul Mulich für und gegen Rechnung seines Bruders Mathias, also als dessen Kommissionär, auf der Frankfurter Fastenmesse tätigte. Der Gesamtumfang von 7.655 Rheinischen Gulden (das entsprach 11.483 Mark Lübisch) beeindruckt. Gleichzeitig liegt mit dem Buch eine Aufgliederung vor, aus der sich die für Mathias Mulich erworbenen Waren ablesen lassen. Der eindeutige Schwerpunkt des Einkaufs liegt im Segment der Luxusgüter:
- Perlen, Schmuckstücke aus Edelmetall für 3.040 Gulden
- Luxusstoffe (z. B. Samt aus Oberitalien) für 1.720 Gulden
- Feinsilber für 1.481 Gulden
- Waffen und Ausrüstungen für 505 Gulden
- Gewürze für 315 Gulden
- Papier aus der Lombardei für 116 Gulden.

Auch die Lieferanten dieses Messeeinkaufs sind vermerkt und weisen weitere oberdeutsche Handelshäuser als Lieferanten mit dem jeweiligen Einkaufsvolumen aus: die Große Ravensburger Handelsgesellschaft mit 850 Gulden, Georg Fugger und Peter Watt mit je 700 Gulden.
Im Gegenzug, aber hier fehlt es bereits an Dokumentation, werden die Rohprodukte Nord- und Osteuropas auf einer solchen Messe verkauft worden sein.
Die Quelle des Einkaufsbuches belegt die Bedeutung des oftmals unterschätzten Landhandels Nord- und Süddeutschland im Verhältnis zum Handel mit Flandern und dem dortigen Hansekontor in Brügge über See. Gleichzeitig wird absehbar, dass der Messeplatz Frankfurt/M. dem Messeplatz Brügge im Handel mit den Ostseeanrainern durchaus ebenbürtig war.

### Internationale Wirtschaftsbeziehungen
Aus der Einkaufsliste kann man auch Rückschlüsse auf die Kunden des Kaufmanns Mathias Mulich ziehen: Er belieferte die umliegenden Fürstenhöfe Norddeutschlands und die Könige Johann und Christian II. von Dänemark mit dem, was diese für die repräsentative Seite ihrer Hofhaltungen benötigten. Mulich war seit 1490 Finanzier und Hoflieferant des Herzogs Friedrich I. von Schleswig und Holstein und belieferte auch die dänischen Könige. Zu deren Räten pflegte er ein gutes Verhältnis. Als 1502 Herzog Friedrich Anna von Brandenburg heiratete und gleichzeitig ihr Bruder Joachim die dänische Prinzessin Elisabeth, war Mathias Mulich für die finanzielle Realisierung der Doppelhochzeit zwischen dem dänischen Königshaus und dem Kurfürstentum  Brandenburg zuständig. Dass die Mitgift rechtzeitig ausgezahlt wurde, galt als rühmliche Ausnahme, was vor allem Mulich zu verdanken war.
Die Mulichs tätigten von Lübeck aus auch Bankgeschäfte. Der norddeutsche Adel wie die Rantzaus, aber auch die umliegenden regierenden Häuser liehen von ihm Geld. Die Zahlungsmoral der Fürsten war nicht immer gut: Mulichs Briefwechsel von 1522/23 ist zu entnehmen, dass etwa Herzog Friedrich das Geld, das er für den Krieg gegen Christian II. lieh, wegen der hohen Kriegskosten nicht zurückzahlte. Neben den reinen Handelsgeschäften führten die Brüder Mulich auch Finanzgeschäfte wie eine Bank in der Tradition des 1449 in Lübeck verstorbenen italienischen Bankiers Gherardo Bueri durch. Sie profitierten von einer politisch bedingten Änderung der Handelsströme in Europa.

### Kupfer- und Silberhandel
Am 25. August 1515 erhielt Mathias Mulich von dem bei ihm verschuldeten dänischen König Christian II. für diesem und dessen Vater erwiesene Dienste bei Oldesloe ein 18 Hektar großes Grundstück zur Einrichtung und zum Betrieb der Kupfermühle an der Beste. Das Geschäft mit dem Kupfer war Mathias Mulich nicht fremd; er handelte bereits zuvor mit thüringischem Kupfer aus Erfurt, wo sein Bruder Paul seit 1501 und er selbst ab 1506 als stiller Gesellschafter an der Saigerhüttengesellschaft in Arnstadt beteiligt waren. Mathias ererbte auch diese Beteiligung von seinem Bruder Paul. Wie Hans Castorp Mulich am 27. Januar 1523 nach Nürnberg schrieb, war das Kupfer aus Mulichs Kupfermühle wegen seiner Qualität sehr begehrt. Die Kupfermühle Oldesloe ging nach dem Tod des kinderlosen Mathias Mulich in das Eigentum des Heiligen-Geist-Hospitals in Lübeck über, das die Anlage zunächst verpachtete und erst im Jahr 1815 verkaufte.
Seit 1495 besaß Mathias Mulich zudem das Silbermonopol der Lübecker Münze.

## Vermögen
Mathias Mulich hatte Grundbesitz von seinem Vater in Nürnberg geerbt. In Lübeck erwarb er 13 Hausgrundstücke, die er aber teilweise wieder veräußerte. Trotz seines Wohlstands und der Zugehörigkeit zum Patriziat wurde er nicht Mitglied des Rates der Stadt. Es wird vermutet, dass er so auch seinen unabhängigen Finanz- und Handelsinteressen mit den politischen Gegnern der Stadt den Vorzug gab.
1520 übertrug ihm sein Bruder Paul Mulich testamentarisch sein gesamtes Vermögen an Renten und Häuserbesitz, während dessen gleichnamiger Sohn nur ein Kapital von 7.000 Mark ausgesetzt bekam und sich – er war verwitwet – verpflichten musste, nicht wieder zu heiraten. Aus dem Vermögen seines Bruders und seinem eigenen stiftete Mathias Mulich 1525 4.000 Mark für ein Haus für Pocken- und Syphiliskranke.
Das Vermögen von Mathias Mulich bei seinem Tod schätzt Dollinger auf mehr als 25.000 Mark. Damit dürfte er nach damaligem Geldwert zu den reichsten Bürgern Lübecks gehört haben, etwa vergleichbar dem Gewandschneider Johann Bussmann. Nikolaus Brömse, dessen Vermögen nach seinem Testament von 1525 etwa 40.000 Mark betrug und in den folgenden Jahren noch erheblich wuchs, war allerdings noch erheblich wohlhabender.
Der Erbgang auf die – immer von zwei Lübecker Bürgermeistern vertretene – Stiftung Heiligen-Geist-Hospital war bis zum Beginn des 19. Jahrhunderts immer wieder Grund für Ausarbeitungen und gutachtliche Stellungnahmen der Lübecker Ratsjuristen.

## Porträt
In der kunstgeschichtlichen Literatur wird von einem 1522 entstandenen Porträt des Mathias Mulich aus der Hand des in Lübeck tätigen Niederländers Jacob van Utrecht berichtet, dessen Verbleib aber lange unbekannt war. 2013 wurde es mit einer Einschätzung von $250.000 – $350.000 im New Yorker Kunsthandel angeboten und am 30. Januar 2013 für $350.500 versteigert. Erworben wurde es von den Lübecker Museen mit Unterstützung der Kulturstiftung der Länder.
Das 42,4 × 29,6 cm große Bild auf Eichenholz zeigt Mathias Mulich als älteren Mann in kostbaren Kleidern. Die Kette trägt das Wappen seiner zweiten Frau, den Greif. In der Hand hält er ein Hornveilchen. Das Wappenschild in der Ecke zeigt sein eigenes Wappen eingerahmt von den Wappen seiner Frauen. Mulich und auch zwei weitere im selben Jahr porträtierte Patrizier waren wie Jacob van Utrecht Mitglieder der Leonhardsbruderschaft in Lübeck.